# Internationales Musikinstitut Darmstadt
Koordinaten: 49° 51′ 12,8″ N, 8° 40′ 15,2″ O
Das Internationale Musikinstitut Darmstadt (IMD) ist ein Informationszentrum der zeitgenössischen Musik, das vor allem durch die unter seiner Organisation seit 1946 in Darmstadt stattfindenden „Internationalen Ferienkurse für Neue Musik“ (Darmstädter Ferienkurse) bekannt ist. Das IMD ist ein Kulturinstitut der Stadt Darmstadt.
In seinem Besitz befindet sich eine umfangreiche Bibliothek bzw. ein Archiv zur Musik und Musikgeschichte des 20. Jahrhunderts. Der Sammlungsbestand des Instituts umfasst eine Bibliothek zur deutschen und internationalen zeitgenössischen Musik mit mehr als 35.000 Partituren, etwa 5000 Buchtiteln, 2000 digitalisierten Tonbandaufnahmen von Live-Mitschnitten der Ferienkurskonzerte und -vorträge, eine Schallplatten- und CD-Sammlung sowie ein umfangreiches Presse- und Fotoarchiv. Es handelt sich damit um eine der weltweit umfangreichsten Notensammlungen zur Neuen Musik.